# Тета Андромеди
HD1280 (θ Andromedae, Тета Андромеди, HD 1280) є подвійною зорею в сузір'ї Андромеди. Ця система має видиму зоряну величину в смузі V приблизно 4,6. Вона розташована на відстані близько 250 світлових років від Сонця.

## Подвійна зоря
Головна зоря цієї системи належить до хімічно пекулярних зір і має спектральний клас A2. Інша компонента, θ Андомеди B, знаходиться від головної зорі на кутовій відстані близько 0,1 кутової секунди.

## Пекулярний хімічний вміст
Зоряна атмосфера Тети Андромеди має підвищений вміст Si та Sr.